# Kalania hawaiiensis
Kalania hawaiiensis är en insektsart som först beskrevs av George Willis Kirkaldy 1902.  Kalania hawaiiensis ingår i släktet Kalania och familjen ängsskinnbaggar. Inga underarter finns listade i Catalogue of Life.